# Parker Solar Probe
A Parker Solar Probe (inicialmente denominada Solar Probe, Solar Probe Plus, ou Solar Probe+) é uma sonda espacial desenvolvida pela NASA cujo objetivo é orbitar o Sol, passando através de sua corona.
Ao longo das suas órbitas, ela se aproxima gradativamente da estrela até chegar a 8,86 raios solares (cerca de 6,2 milhões de quilômetros) da sua fotosfera. Ao atingir o ápice de sua aproximação solar, em 24 de dezembro de 2024, alcançou uma velocidade superior a 700 000 km/h, o que lhe concedeu o título de objeto mais veloz já lançado pelo homem até a citada data.

## História

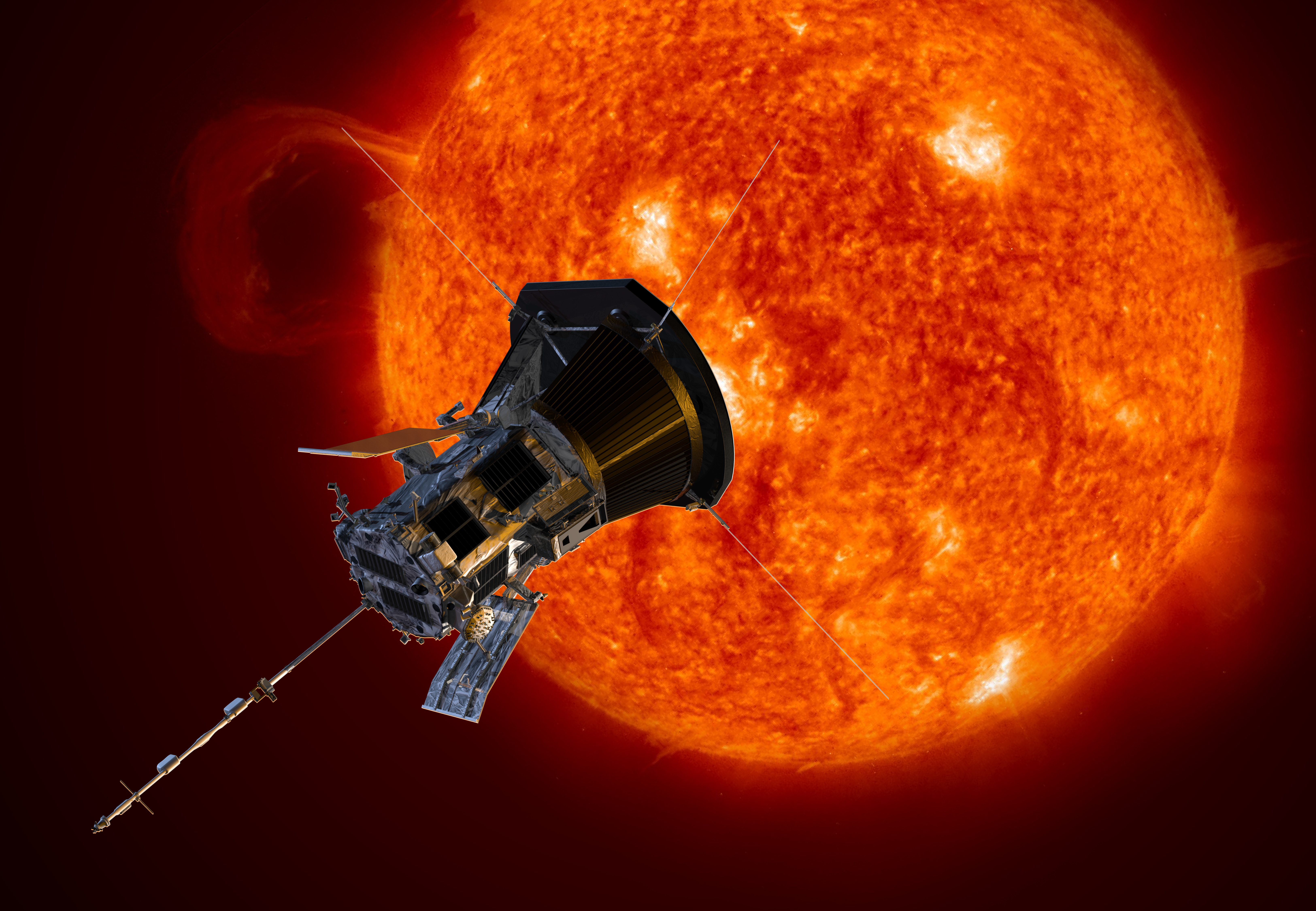
Renderização artística da sonda.

O projeto foi anunciado no orçamento do ano fiscal norte-americano de 2009. Em 1 de maio de 2008, a Applied Physics Laboratory da Universidade Johns Hopkins foi escolhida para desenhar e construir a sonda, planejada para ser lançada originalmente em 2015.
A sonda foi originalmente chamada de Solar Probe Plus. Em maio de 2017 foi decidido renomeá-la como Parker Solar Probe em homenagem ao astrofísico Eugene Parker, autor de diversos estudos envolvendo os ventos solares.
Seu lançamento estava previsto para acontecer em 11 de agosto de 2018; contudo, em decorrência de problemas técnicos, foi adiado para o dia seguinte, tendo se efetivado em 12 de agosto de 2018.

### Uma meta científica identificada desde o início da era espacial

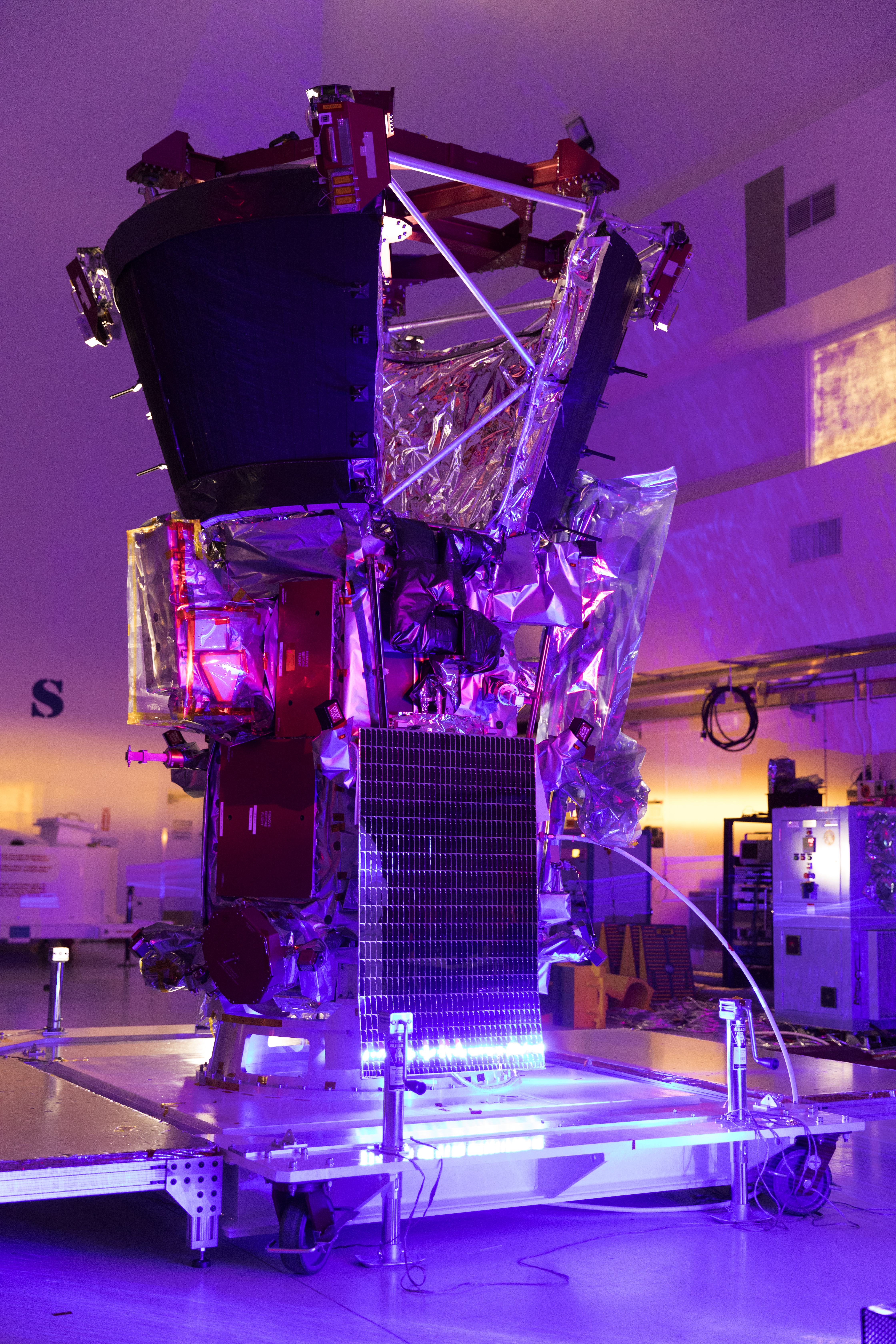
Sonda passando por testes na sede da Astrotech

A descoberta do vento solar (no início da década de 1960) e as características da coroa solar várias centenas de vezes mais quente que a superfície do Sol (durante a década de 1940) são dois grandes avanços no estudo do Sol e sua influência no sistema solar.
Observações feitas a distância da Terra ou por satélites em órbita ou em pontos de Lagrange ainda não permitiram elucidar os processos de aquecimento e aceleração na origem desses fenômenos.
Desde o início da era espacial (1958), o escritório de pesquisa espacial do Conselho Nacional de Pesquisa dos EUA (NRC) recomenda o lançamento de uma missão espacial cujo objetivo seria observar esses fenômenos in situ, realizando medições de partículas e campos nas regiões entre o Sol e a órbita do planeta Mercúrio.
Por cinco décadas, esta missão fez parte dos objetivos científicos da NASA. O projeto foi classificado como prioridade no relatório decenal de 2003 do NRC sobre Sol e Física Espacial e 2013.

### Primeiros estudos
Vários projetos de missão de exploração in situ perto do Sol foram estudados pela NASA e pela Agência Espacial Europeia desde o início da era espacial.
Primeiramente, nos anos 1980 e 90, foram feitos planos para enviar uma sonda espacial para o núcleo do Sol. No início dos anos 2000, o projeto Telemachus que permaneceu sem ação foi proposto para a NASA e a ESA.
Esta missão planejava voar sobre os polos do Sol em distâncias inferiores a 0,2 unidades astronômicas, usando a gravidade assistida da Terra e dos planetas Vênus e Júpiter. O observatório solar, que seria equipado com
painéis solares, completaria sua órbita de 0,2 x 2,5 unidades astronômicas em 1,5 anos. O plano incluía instrumentos, de um lado, para obter imagens da coroa solar interna e também da fotosfera (superfície do Sol), e do outro lado haveria instrumentos de medição in situ de campos e partículas.

### O projetoSolar Probede 2005

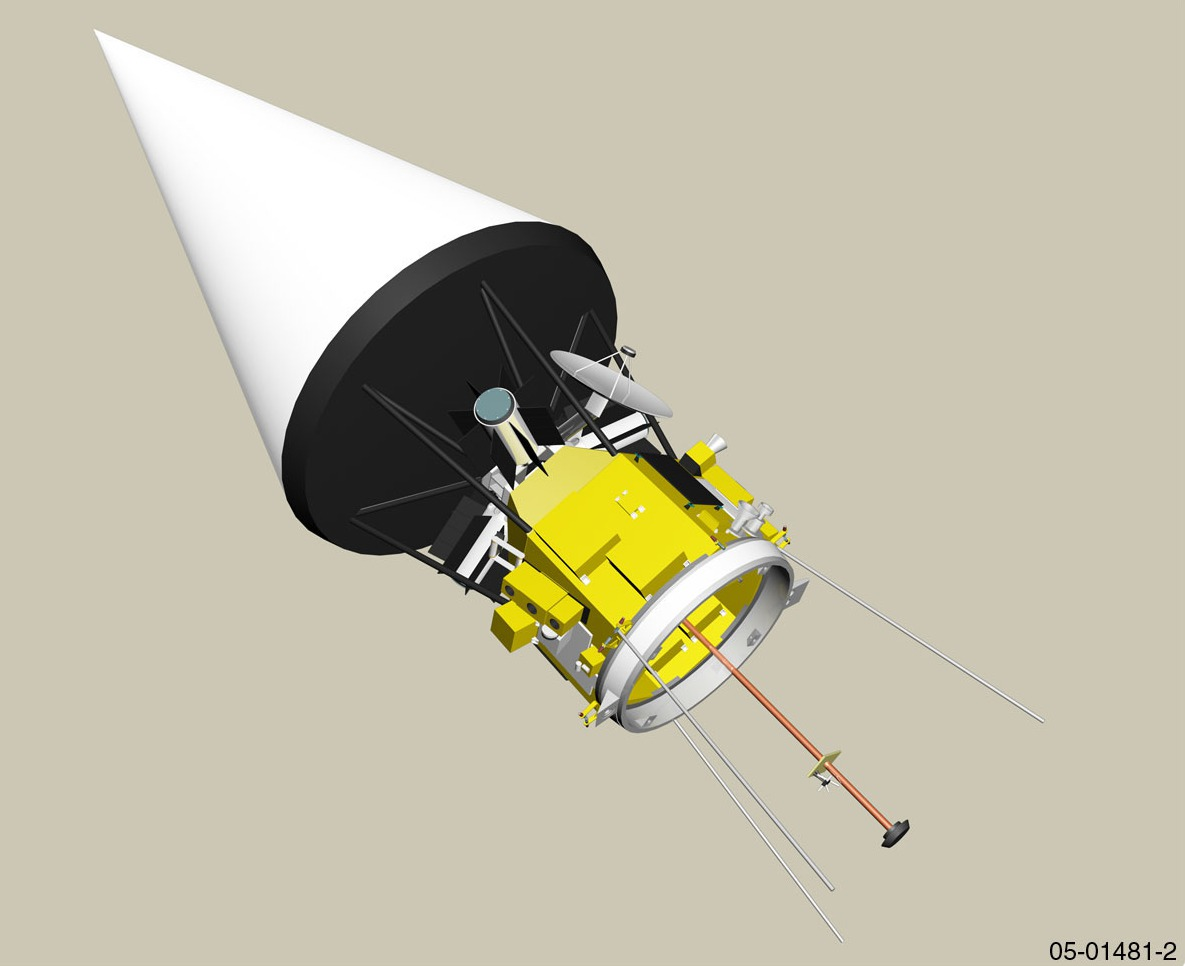
O mal sucedido projeto Solar Probe de 2005 exigia um enorme escudo térmico cônico para resistir à passagem a uma distancia equivalente a 4 raios solares (impressão artística)

No início dos anos 2000, após o início da construção do New Horizons, as regiões próximas ao Sol eram as últimas partes do sistema solar ainda não exploradas pelas sondas espaciais da agência espacial norte-americana. A NASA, em resposta à forte prioridade dada pelo relatório decenal do NRC em 2003, realizou um estudo de viabilidade para um observatório espacial solar em 2004-2005.
O projeto, então batizado de Solar Probe era fornecido pela gravidade assistida de Júpiter para alterar fortemente a inclinação orbital do observatório espacial em relação ao plano eclíptico e órbita polar cujo periélio passa no polo do Sol a uma distância de menos de 4 raios solares.
Devido ao período de órbita (mais de quatro anos com um afélio perto de Júpiter), a missão permitia apenas dois sobrevoos. O uso de geradores termoelétricos de radioisótopos (RTG) tornou-se necessário pela órbita cujo afélio está localizado longe do Sol.
Embora considerado tecnicamente viável, o projeto não foi selecionado porque seu custo estimado em 1,1 bilhão de dólares não se encaixou no envelope financeiro disponível.

### Seleção e desenvolvimento da missãoSolar Probe Plus
Visando minimizar o impacto financeiro da missão, a NASA decidiu conduzir um novo estudo com uma restrição dupla: a produção de energia deveria ocorrer sem envolver a utilização de um gerador termoelétrico de radioisótopos e o custo da etapa de pesquisa e desenvolvimento não poderia ultrapassar o limite de 750 milhões de dólares.
As características da nova proposta de missão, chamada Solar Probe Plus (ou Solar Probe +), foram fixadas em 2008. Para atender às restrições estabelecidas pela NASA, os projetistas de missões optaram por uma órbita com inclinação orbital próxima ao plano da eclíptica que não requeria mais um sobrevoo de Júpiter, mas usava repetidamente a assistência gravitacional de Vênus. A distância ao periélio foi ampliada de 4 para 10 raios solares, o que permitia aliviar as tensões térmicas.
A nova arquitetura cumpria os principais objetivos científicos de prolongar o tempo de observação próximo ao Sol (2 100 horas em vez de 160 horas) graças ao número de órbitas (24), permitindo uma melhor frequência de medições graças a velocidade reduzida ao periélio (195 km/s em vez de 308 km/s). A baixa inclinação orbital tornou impossível a realização de observações in situ das regiões polares do Sol, mas este importante objetivo científico foi amplamente apoiado pela missão Solar Orbiter da Agência Espacial Europeia, lançada na mesma época.
A missão da Solar Probe Plus seria aproximar-se da coroa solar para realizar medições in situ dos fenômenos em funcionamento. No periélio de sua órbita, o observatório solar deveria ser capaz de resistir a uma temperatura de 1 400 K (1 127 °C) criada por um fluxo solar 500 vezes mais intenso do que o sentido na órbita da Terra.

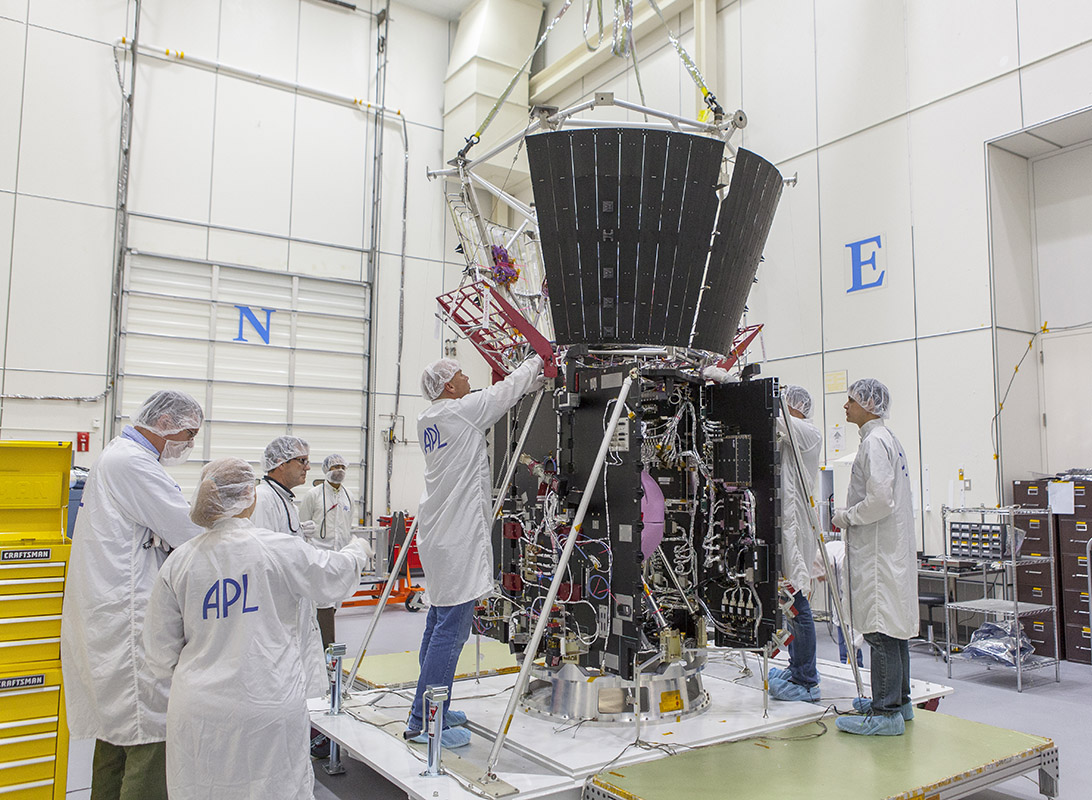
Montagem da sonda Solar Parker

### O projeto final
Em 2008, a NASA divulgou o orçamento necessário para o desenvolvimento completo da missão. O projeto foi atribuído ao centro espacial Goddard que, através de seu programa Living With a Star, realizou missões para estudar a influência do Sol na Terra.
A agência espacial dos Estados Unidos confiou então o desenvolvimento da sonda espacial ao laboratório de física aplicada, vinculado ao projeto técnico da universidade Johns Hopkins.
No final de 2009, foram apresentadas as conclusões de um estudo preliminar sobre as novas tecnologias necessárias para permitir a sobrevivência deste observatório espacial próximo ao Sol, as quais incluíam a necessidade da presença de um escudo térmico, painéis solares fotovoltaicos e um eficiente mecanismo de refrigeração.
No início da década de 2010, a missão Solar Probe foi fundida ao projeto Solar Probe Plus e seus planos  redesenhados, de forma a utilizar o empuxo gravitacional de Vênus e não o de Júpiter, como previsto anteriormente. Desta forma seria possível obter uma trajetória mais direta, permitindo a adoção de painéis solares como fonte de energia, uma vez que esta opção proporcionaria menor afastamento do Sol em relação ao projeto anterior.
Outra vantagem em utilizar o empuxo gravitacional de Vênus ao invés de Saturno está no fato de que os periélios obtidos são ligeiramente mais distantes da superfície do Sol, fazendo com que haja redução dos custos das proteções térmicas dos sensíveis equipamentos eletrônicos embarcados.
A etapa de pesquisa e desenvolvimento foi concluída em março de 2014. Após uma análise preliminar do projeto, realizada pela NASA dois meses antes do final dessa etapa, o lançamento da missão em órbita foi agendado para agosto de 2018.
No início de 2017, o custo de desenvolvimento foi estimado em 1,05 bilhão de dólares e o dos estudos preliminares, lançamento e gerenciamento operacional em US$ 530 milhões.
Em maio de 2017 a NASA rebatizou o projeto, o qual recebeu a denominação Parker Solar Probe , em homenagem ao Dr. Eugene Parker, que especulou em 1958 que um fluxo de partículas energéticas era constantemente emitido pelas estrelas. Posteriormente medido por missões espaciais, o fenômeno foi chamado de vento solar. Foi a primeira vez na história que um projeto da NASA homenageou uma pessoa ainda viva, visto que todos projetos anteriores que receberam nomes de pessoas tratava-se de homenagens póstumas.
Na ocasião do lançamento, Eugene Parker, então com 91 anos de idade, esteve pessoalmente em Cabo Canaveral na Flórida, para assistir ao lançamento do foguete que levou ao espaço a sonda com seu nome.

### Lançamento ao espaço

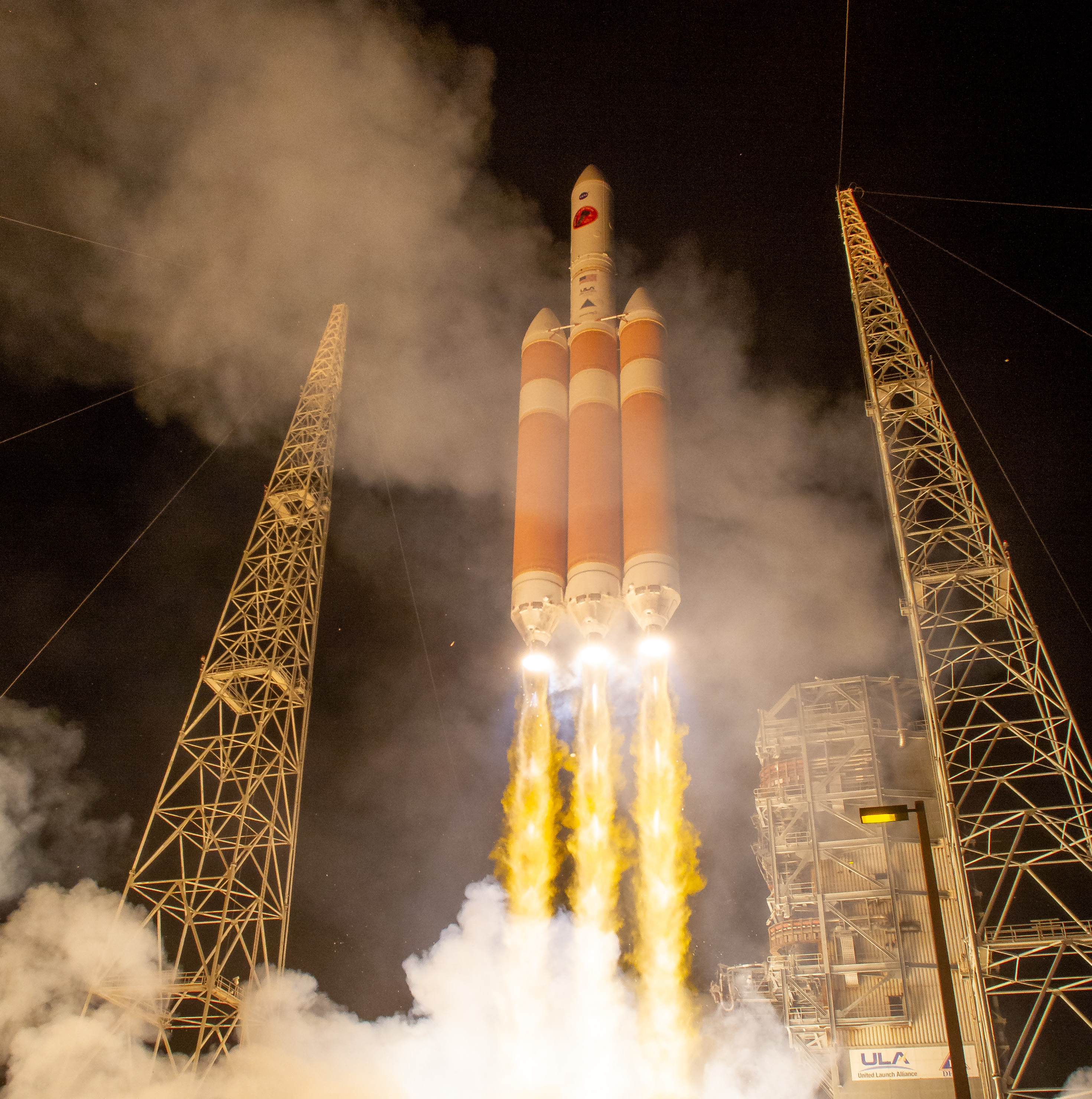
Lançador Delta IV Heavy partindo do Complexo 37 da Estação da Força Aérea de Cabo Canaveral, levando consigo a Parker Solar Probe ao espaço

A magnitude do projeto indicava a necessidade de que o lançamento fosse executado por foguetes com potência suficiente para fornecer ao equipamento o empuxo necessário para que ele superasse a velocidade de escape da órbita terrestre, alcançando uma órbita solar. Assim, a NASA optou por utilizar o poderoso foguete Delta IV Heavy, o qual, associado ao reduzido peso da sonda espacial, possibilitaria o alcance da velocidade necessária para que tal ação fosse bem sucedida.
Na madrugada de 11 de agosto de 2018, no Complexo 37 da Estação da Força Aérea de Cabo Canaveral teve início a contagem regressiva para lançamento dos foguetes que colocariam a Parker Solar Probe em direção a Venus, para posteriormente aproveitar-se da ação gravitacional desse planeta e assumir uma órbita elíptica com periélio próximo ao Sol. Contudo, durante um checklist pré-lançamento realizado a apenas 1 minuto e 55 segundos da ignição dos motores, foi detectado que um dos sensores indicava que a pressão no sistema de hélio dos foguetes encontrava-se fora dos parâmetros de segurança exigidos para o momento da decolagem. Dessa forma, a equipe técnica optou por adiar a operação para a próxima janela de lançamento, a qual ocorreria na madrugada seguinte.
A despeito das previsões dos meteorologistas indicarem possibilidade de que o tempo estivesse desfavorável para o lançamento, as condições meteorológicas permitiram que no dia 12 de agosto de 2018, às 03:31 do domingo (horário local) ocorresse a ignição dos foguetes do lançador Delta IV Heavy, fazendo com que a decolagem tivesse início.
O lançador Delta IV utilizado para esta missão foi especialmente modificado, tendo um terceiro estágio alimentado por combustível sólido para que, após sua ascensão, pudesse dar um empuxo final, fornecendo à sonda a velocidade necessária para que ela iniciasse sua jornada rumo ao Sol.

## Características da missão
A Parker Solar Probe será o primeiro equipamento feito pelo homem a voar no interior da corona solar. Ele irá determinar a dinâmica e estrutura do campo magnético solar e determinar de que forma a corona é aquecida e como o vento solar é acelerado e entender quais processos energéticos envolvidos no impulsionamento de suas partículas.
Para chegar até ao Sol, a espaçonave usará o impulso gravitacional de Vênus para sucessivamente mudar sua órbita, reduzindo seu periélio em cada uma das múltiplas passagens ao redor do sol, até atingir a aproximação máxima, na qual ficará a aproximadamente 8,5 raios solares de distância da estrela.

### O equipamento
A sonda espacial Parker mede 3 metros de altura com 555 kg de peso seco. Seus painéis solares são capazes de prover a geração de 388 Watts  de energia durante suas passagens mais próximas ao Sol.
Para que possa resistir às extremas condições de temperatura que enfrentará ao adentrar na corona solar, esta sonda é protegida por um escudo térmico externo, feito por um sanduíche de camadas de um material chamado carbono-carbono, com aproximadamente 12 centímetros de espessura. Embora volumoso, o material é extremamente leve, de modo a minimizar prejuízos ao desempenho de seu lançamento. Em oposição, o outro lado desse escudo térmico é dotado com um sistema de refrigeração com auxílio de água pressurizada, o qual é capaz de manter os seus sensíveis sistemas eletrônicos a uma temperatura de aproximadamente 30 graus Celsius, evitando que o calor possa prejudicar seu funcionamento.
A Parker apresenta avançada tecnologia, sendo a nave mais autônoma que a NASA já produziu. Tal nível de robotização foi necessário, pois o equipamento precisa adotar ações automáticas para manobrar, de modo a posicionar seu escudo térmico para proteger seus instrumentos da radiação solar sem interferência humana, pois quaisquer sinais de rádio para controlar a sonda levariam cerca de 7 minutos para alcançá-la e a exposição ao intenso calor causaria a perda do equipamento em poucos segundos.
Durante os sete anos estimados para a duração da missão, esta sonda realizará 24 órbitas em torno do Sol, sendo que a cada uma delas aumentará sua aproximação em relação ao astro e coletará dados sobre vento solar, realizará análises da coroa solar e fornecerá imagens da superfície da estrela.

### Objetivos das pesquisas
Os resultados das pesquisas empreendidas pela Parker possibilitarão aquisição de novos conhecimentos e melhoria do entendimento sobre aspectos importantes relacionados à dinâmica das atividades solares. A missão tem como objetivo principal descobrir o motivo da corona ser muito mais quente que a fotosfera solar e entender de que forma o vento solar se forma e como suas partículas são aceleradas.
Dentre as principais motivações para a execução das pesquisas baseadas nos dados coletados pelos instrumentos colocados na sonda, a NASA faz as seguintes considerações:
- O Sol é a única estrela que pode ser investigada de perto. Estudando essa estrela podemos ampliar nosso entendimento sobre os demais astros do universo;[7]
- O Sol é fonte de energia para a vida na Terra. Quanto mais sabermos sobre seus mecanismos, melhor entenderemos sobre como a vida se desenvolveu;[7]
- O Sol afeta a Terra de diversas maneiras e é a fonte do vento solar, um fluxo de partículas ionizadas que se deslocam pelo sistema solar, atingindo nosso planeta a velocidades superiores a 500 km/s (1,8 milhões de km/h);[7]
- Variações no vento solar afetam o campo magnético terrestre;[7]
- Tempestades solares podem alterar a órbita de satélites artificiais, inutilizar equipamentos eletrônicos e até mesmo causar apagões elétricos na Terra;[7]
- Para segurança de missões espaciais envolvendo o envio de astronautas a pontos mais distantes no espaço é necessário melhor entendimento do comportamento do vento solar.[7]

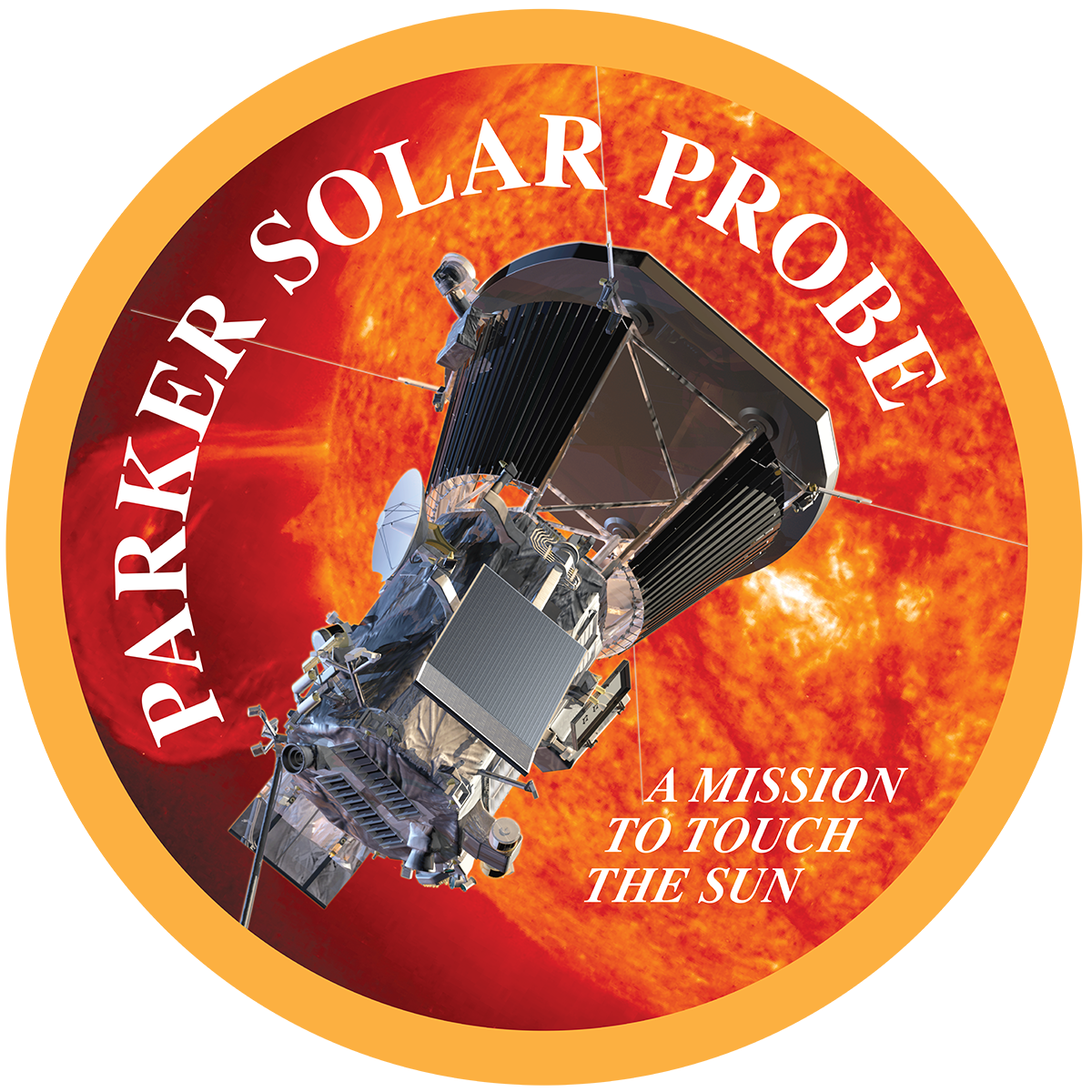
A insígnia da missão

### Investigações empreendidas
Para atingir seus objetivos, a missão irá empreender 5 grandes investigações:
- Investigação de campos magnéticos (FIELDS) — Experimento que fará medições diretas nos campos elétricos, magnetismo, ondas de rádio, plasma, além de coletar informações sobre densidade e temperatura da corona;[31]
- Integrated Science Investigation of the Sun (IS☉IS) — Investigação que envolve a medição de elétrons, prótons e íons pesados presentes no Sol;[31]
- Wide-field Imager for Solar PRobe (WISPR)— Telescópios óticos que irão adquirir imagens da corona e heliosfera;[31]
- Solar Wind Electrons Alphas and Protons (SWEAP) —  Instrumentos que executarão a contagem do número de partículas presentes e medição de grandezas físicas, como velocidade, densidade e temperatura;[31]
- Heliospheric origins with Solar Probe Plus (HeliOSPP) — Investigação executada pelo Jet Propulsion Laboratory para determinar diversos aspectos relacionados às partículas emitidas pelo Sol.[31]

### Trajetória
A trajetória da espaçonave envolverá sete passagens por Vênus, durante as quais ocorrerá redução na velocidade da sonda, alterando sua órbita de modo que ela se aproxime mais da superfície solar. Ao todo, serão executadas 24 translações ao redor do sol, sendo que nas passagens finais ocorrerão as maiores aproximações em relação à estrela.
Os experimentos estão ocorrendo ao longo dos sete anos de duração da missão, sendo mais concentradas nos períodos em que a sonda executa passagens próximas ao sol. Para minimizar a possibilidade de que os intensos níveis de radiação solar possam danificar os equipamentos eletrônicos, a NASA optou por adotar uma órbita altamente elíptica, de forma a reduzir o tempo em que a Parker ficará próxima ao Sol.
Da mesma forma que quaisquer outros objetos em órbita, devido à ação da força da gravidade, a sonda irá acelerar conforme ruma em direção ao periélio e reduzir a velocidade quando se deslocar em sentido a seu afélio. No momento em que atingir sua aproximação máxima ao Sol, esta espaçonave superará a velocidade de 700 mil quilômetros horários, passando a ser a detentora do recorde do objeto mais rápido já lançado pelo homem.
Após o fim do combustível da sonda, ela será movida pelo vento solar e perderá seu alinhamento com a terra, impossibilitando o envio de dados. A maior parte de suas peças serão incineradas pelo calor, exceto seu escuto térmico, o qual permanecerá orbitando o Sol por bilhões de anos.

Animação da trajetória da Parker Solar Probe entre agosto de 2018 a agosto de 2025 Parker Solar Probe ·       Sol ·       Mercúrio ·       Vênus ·       Terra
Variações na velocidade e distância em relação ao sol da Sonda espacial Parker. Serão 7 diferentes órbitas em 24 passagens ao redor da estrela
Segunda passagem por Vênus, realizada em dezembro de 2019. A redução na velocidade da sonda a colocou em uma trajetória mais próxima à superfície do Sol.

## Histórico Operacional
Ao longo de sua operação, a sonda está realizando importantes experimentos e quebrando diversos recordes. Sequencialmente, seguem listadas as marcas mais importantes atingidas por esta missão.
- O lançamento ocorreu em 12 de agosto de 2018 as 3h31 (horário local) ou 7h37 (GMT). Tantos os lançadores quanto a sonda e seus equipamentos embarcados se comportaram conforme o esperado durante a decolagem e o lançamento foi classificado como bem-sucedido.[33]
- Em 13 de agosto foram estendidas sua antena direcional e a haste onde estão instalados três magnetômetros pertencentes ao experimento denominado FIELDS.[33]
- Conforme previsto, a espaçonave realizou sua primeira correção orbital em 20 de agosto de 2018 quando estava a 8,85 milhões de quilômetros distante da Terra. Esta manobra a colocou na direção adequada para passar próximo a Vênus e aproveitar seu empuxo gravitacional para aproximar-se do Sol. Naquele momento a velocidade da sonda era 63 569 km/h.[34]
- A ativação e testes dos instrumentos embarcados teve início na primeira semana de setembro de 2018. Em 9 de setembro as câmeras telescópicas da sonda foram testadas, coletando imagens do espaço, exibindo parte da Via Lactea. Tal ação ficou demarcada como primeiro conjunto de imagens coletados pela Parker Solar Probe.[35]
- Em 3 de outubro de 2018 a sonda realizou com sucesso sua primeira passagem próxima a Vênus, atingindo a distância de apenas 2 400 km da superfície deste planeta. Conforme planejado pela NASA, tal proximidade foi o suficiente para causar uma deflexão em sua órbita e colocar o equipamento em uma trajetória orbital que permita maior proximidade da superfície do Sol.[36]
- No dia 29 de outubro de 2018 as 16 horas (GMT) a Sonda Solar Parker atingiu a distância de 42 730 000 quilômetros da superfície solar, superando a marca atingida pela sonda da NASA Helios 2, passando a ser a espaçonave com maior aproximação da superfície solar, dentre todas já lançadas. Entretanto, com o desdobramento da missão essa aproximação será ainda maior, de modo que na fase final da pesquisa a distância atingida será um pouco superior a 6 milhões de quilômetros da superfície da estrela.[37]
- Os primeiros dados científicos obtidos foram recebidos pela NASA em 7 de dezembro de 2018. Nesse mesmo dia, a Agência espacial Norte Americana divulgou a primeira imagem coletada do interior da coroa solar.[38][39]
- Em 29 de janeiro de 2019 a espaçonave completou sua primeira órbita ao redor do Sol.[40] Ao longo deste primeiro giro orbital foram coletados 17 Gigabytes de dados.[41]
- Em dezembro de 2019 foram publicados na revista Nature os primeiros artigos científicos relacionados aos dados fornecidos durante a fase inicial da operação desta sonda,[42] os quais relataram diversas novas descobertas relacionadas à origem e dinâmica dos ventos solares.[43]
- Em 9 de fevereiro de 2022 a sonda espacial providenciou as primeiras imagens da superfície de Vénus na óptica, podendo se observar características no lado noturno, planícies e o anel brilhante ao redor da atmosfera, as novas imagens podem ajudar a compreender a geologia da superfície a partir da composição dos minerais presentes, esses novos dados também ajudam a entender a evolução do planeta.[44][45]
- No dia 06 de novembro de 2024 a Parker fez sua última passagem próxima à Vênus, na qual aproveitou-se da influência gravitacional do planeta para alterar sua órbita, permitindo realizar sua aproximação máxima com o Sol na véspera do Natal desse mesmo ano.[46]
- As 11:53 GMT[47] do dia 24 de dezembro de 2024, a Parker Solar Probe realizou sua aproximação máxima, cruzando a atmosfera solar, se tornando o primeiro objeto produzido pelo homem a efetivamente alcançar a estrela.[48] Durante este evento, o equipamento atingiu sua velocidade máxima, a qual chegou a valores próximos aos 700.000 km/h.[49]

### Galeria de imagens da missão

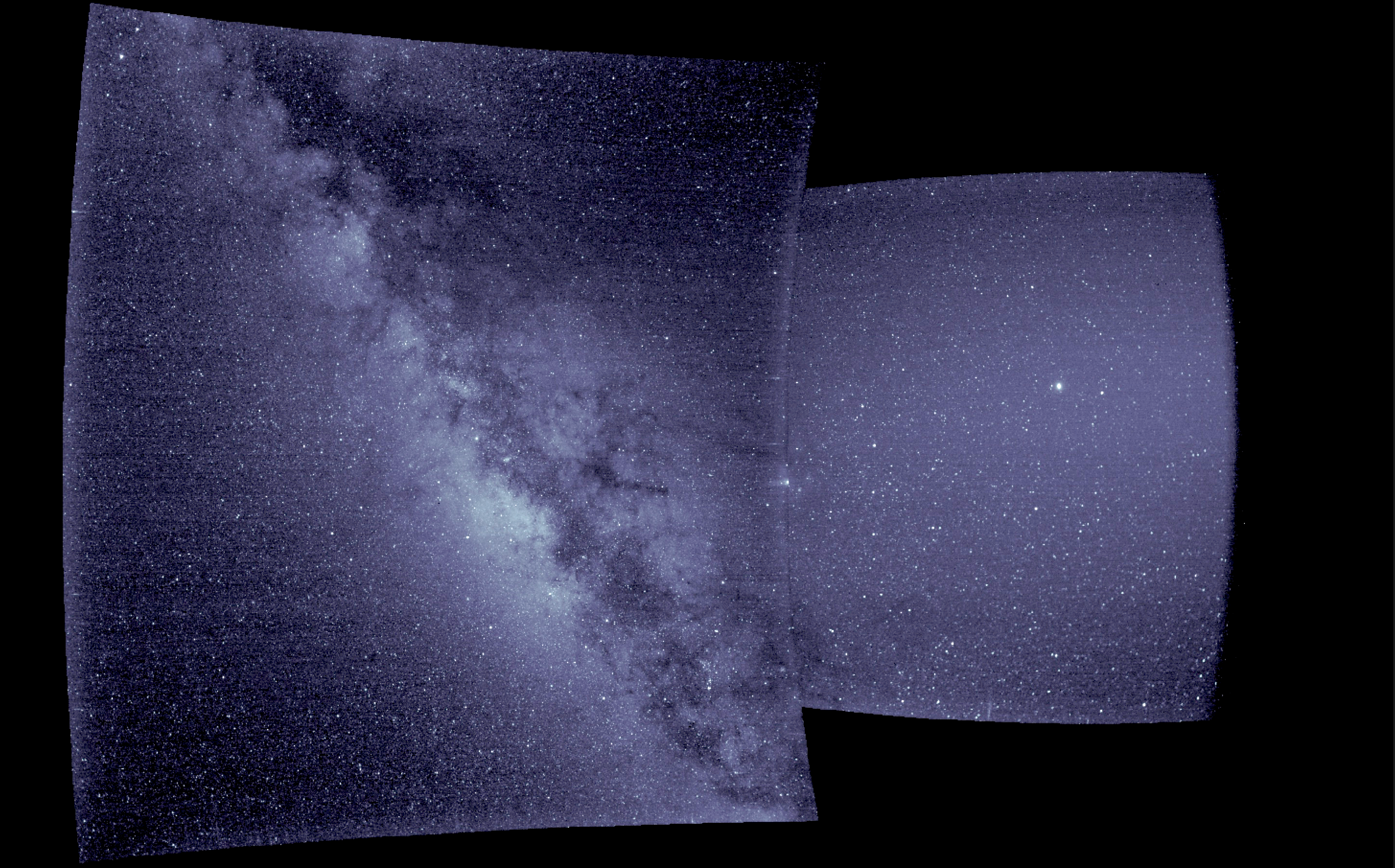
Imagem de "primeira luz" do WISPR. A parte direita da imagem é do telescópio interno do WISPR, que possui um campo de visão de 40 graus e começa a 58,5 graus do centro do Sol. A parte esquerda é do telescópio externo, com um campo de visão de 58 graus e que termina a cerca de 160 graus do Sol.
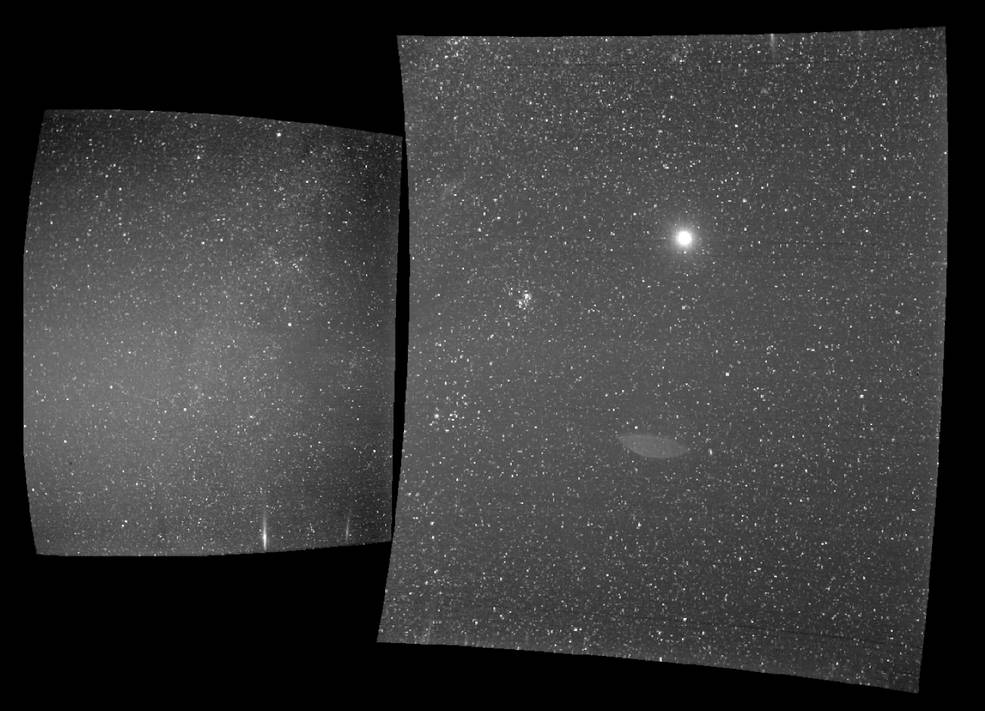
A visão do instrumento WISPR da sonda, em 25 de setembro de 2018, mostra a Terra, a esfera brilhante perto do centro do painel direito. A marca alongada na parte inferior do painel é um reflexo da lente do instrumento WISPR.
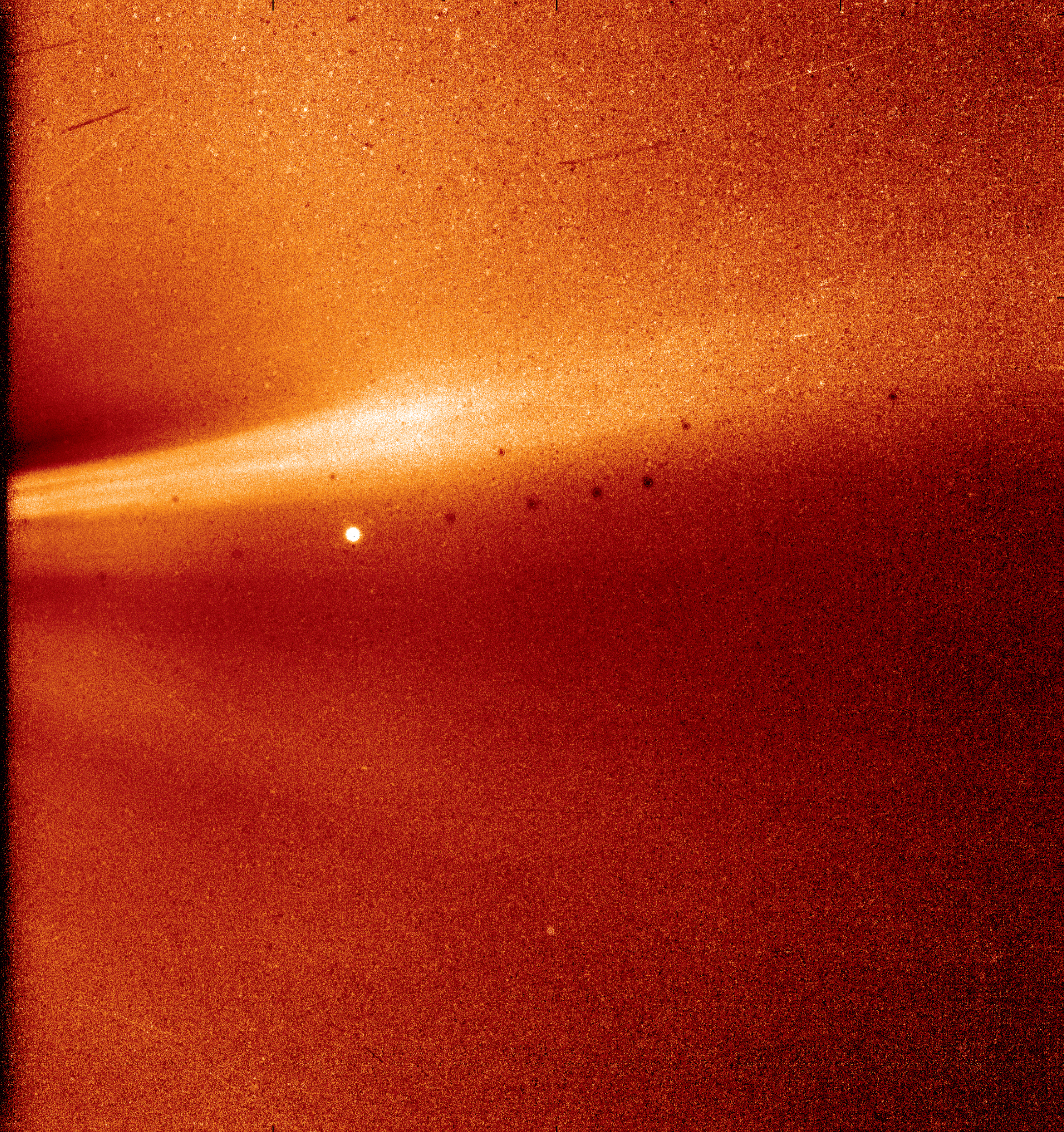
Uma foto do WISPR mostra um "coronal streamer" (fluxo coronal), visto sobre a extremidade leste do Sol em 8 de novembro de 2018, às 1h12 EST. A estrutura fina do fluxo é muito clara, com pelo menos dois raios visíveis. A Parker Solar Probe estava a cerca de 16,9 milhões de milhas (21,2 milhões de km) da superfície do Sol quando essa imagem foi capturada. O objeto brilhante próximo ao centro da imagem é Mercúrio, e os pontos escuros são resultado da correção do fundo.
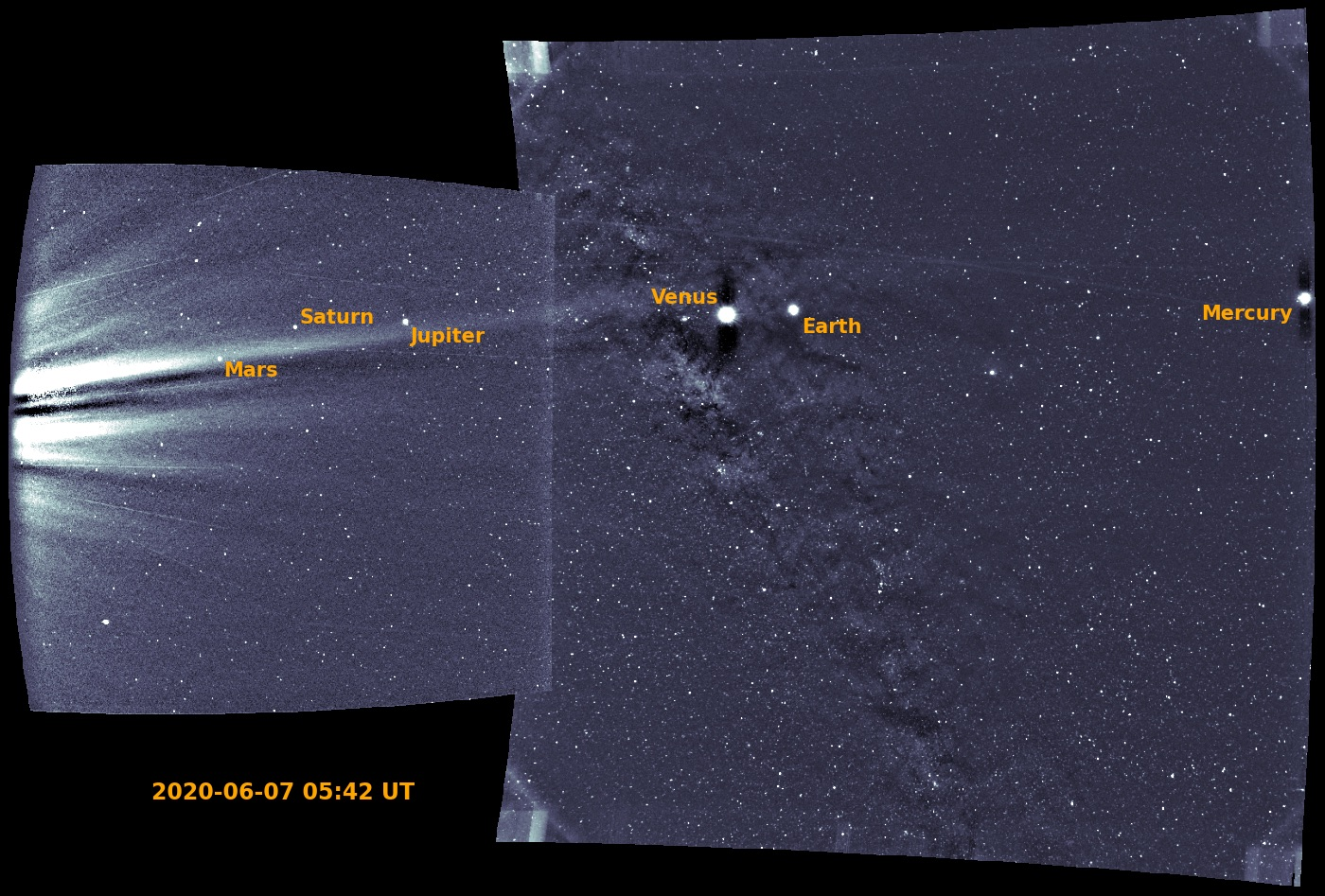
Quando a Parker Solar Probe fez sua maior aproximação ao Sol em 7 de junho de 2020, o instrumento WISPR capturou os planetas Mercúrio, Vênus, Terra, Marte, Júpiter e Saturno em seu campo de visão.
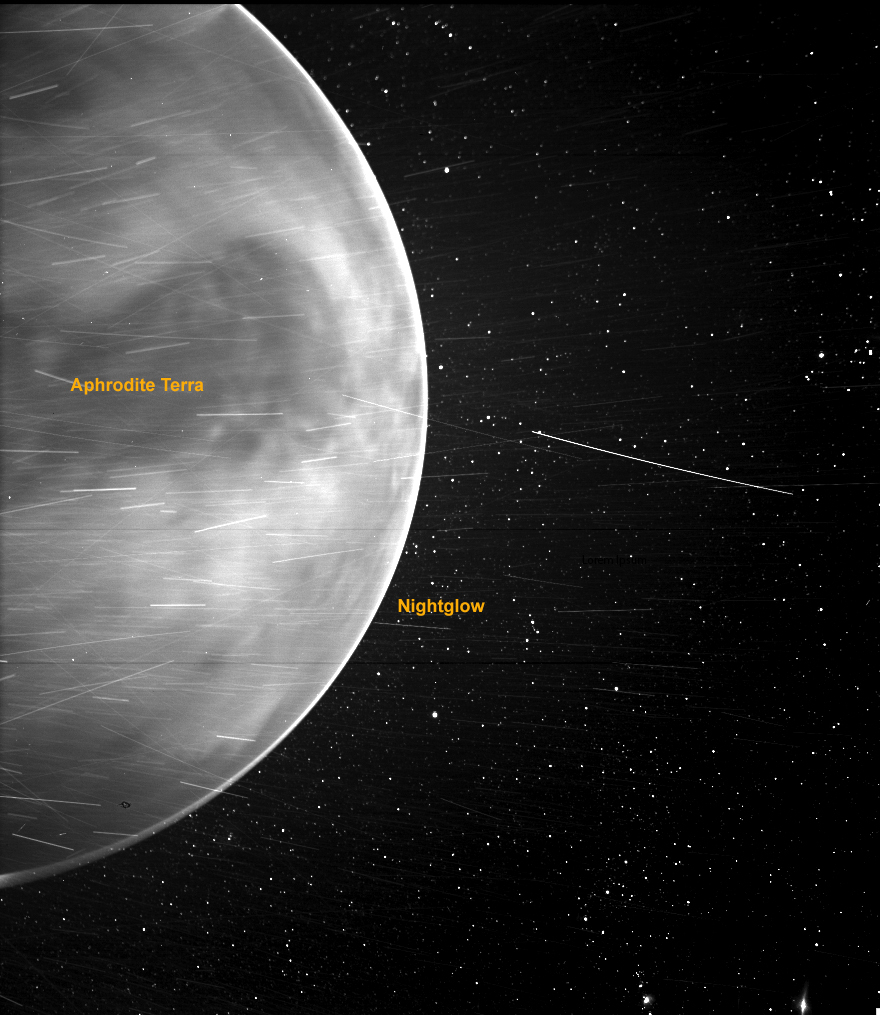
Foto tirada pela sonda durante sua segunda passagem por Vênus, em julho de 2020.
- Quando a sonda passou pela coroa solar no início de 2021, ela sobrevoou estruturas chamadas "fluxos coronais", em um vídeo onde lapso de tempo abrangendo 4 dias.

### Linha do tempo da missão Parker Solar Probe
Os periélios destacados em amarelo mais intenso indicam os períodos onde a sonda estará em mais próxima ao Sol, enquanto ao amarelo menos intenso, significa quê esta mais longe do Sol
Em Azul, significa passagem próxima a Vénus
| Ano/Mês | Eventos                                             | Eventos                                               | Eventos                                               | Eventos                                               | Eventos                                             | Eventos                                                   | Eventos                                             | Eventos     | Eventos                                                 | Eventos                                                 | Eventos                                              | Eventos                                                | Eventos                                                | Eventos                                                |
| Ano/Mês | Janeiro                                             | Fevereiro                                             | Março                                                 | Abril                                                 | Maio                                                | Junho                                                     | Julho                                               | Agosto      | Setembro                                                | Outubro                                                 | Novembro                                             | Dezembro                                               |                                                        |                                                        |
| ------- | --------------------------------------------------- | ----------------------------------------------------- | ----------------------------------------------------- | ----------------------------------------------------- | --------------------------------------------------- | --------------------------------------------------------- | --------------------------------------------------- | ----------- | ------------------------------------------------------- | ------------------------------------------------------- | ---------------------------------------------------- | ------------------------------------------------------ | ------------------------------------------------------ | ------------------------------------------------------ |
| 2018    | Zero passagem por Vênus (período orbital: 150 dias) | Zero passagem por Vênus (período orbital: 150 dias)   | Zero passagem por Vênus (período orbital: 150 dias)   | Zero passagem por Vênus (período orbital: 150 dias)   | Zero passagem por Vênus (período orbital: 150 dias) | Zero passagem por Vênus (período orbital: 150 dias)       | Zero passagem por Vênus (período orbital: 150 dias) | Lançamento  | Primeira passagem por Vênus (período orbital: 150 dias) | Primeira passagem por Vênus (período orbital: 150 dias) | Periélio #1                                          | Periélio #1                                            |                                                        |                                                        |
| 2019    |                                                     |                                                       | Periélio #2                                           | Periélio #2                                           |                                                     |                                                           |                                                     | Periélio #3 | Periélio #3                                             |                                                         |                                                      | Segunda passagem por Vênus (período orbital: 130 dias) | Segunda passagem por Vênus (período orbital: 130 dias) | Segunda passagem por Vênus (período orbital: 130 dias) |
| 2020    | Periélio #4                                         | Periélio #4                                           |                                                       |                                                       |                                                     | Periélio #5                                               | Periélio #5                                         |             | Periélio #6                                             | Periélio #6                                             |                                                      |                                                        |                                                        |                                                        |
| 2020    |                                                     |                                                       |                                                       |                                                       |                                                     | Terceira passagem por Vênus (período orbital: 112,5 dias) |                                                     |             |                                                         |                                                         |                                                      |                                                        |                                                        |                                                        |
| 2021    | Periélio #7                                         | Periélio #7                                           |                                                       | Periélio #8                                           | Periélio #8                                         |                                                           |                                                     | Periélio #9 | Periélio #9                                             |                                                         | Periélio #10                                         | Periélio #10                                           |                                                        |                                                        |
| 2021    |                                                     | Quarta passagem por Vênus (período orbital: 102 dias) | Quarta passagem por Vênus (período orbital: 102 dias) | Quarta passagem por Vênus (período orbital: 102 dias) |                                                     |                                                           |                                                     |             |                                                         | Quinta passagem por Vênus (período orbital: 96 dias)    | Quinta passagem por Vênus (período orbital: 96 dias) | Quinta passagem por Vênus (período orbital: 96 dias)   |                                                        |                                                        |
| 2022    |                                                     | Periélio #11                                          | Periélio #11                                          |                                                       | Periélio #12                                        | Periélio #12                                              |                                                     |             | Periélio #13                                            | Periélio #13                                            |                                                      | Periélio #14                                           | Periélio #14                                           |                                                        |
| 2023    |                                                     |                                                       | Periélio #15                                          | Periélio #15                                          |                                                     | Periélio #16                                              | Periélio #16                                        |             | Periélio #17                                            | Periélio #17                                            |                                                      | Periélio #18                                           | Periélio #18                                           |                                                        |
| 2023    |                                                     |                                                       |                                                       |                                                       |                                                     |                                                           | Sexta passagem por Vênus (período orbital: 92 dias) |             |                                                         |                                                         |                                                      |                                                        |                                                        |                                                        |
| 2024    |                                                     |                                                       | Periélio #19                                          | Periélio #19                                          |                                                     | Periélio #20                                              | Periélio #20                                        |             | Periélio #21                                            | Periélio #21                                            |                                                      | Periélio #22 Primeira passagem próxima ao Sol          | Periélio #22 Primeira passagem próxima ao Sol          | Periélio #22 Primeira passagem próxima ao Sol          |
| 2024    |                                                     |                                                       |                                                       |                                                       |                                                     |                                                           |                                                     |             |                                                         | Sétima passagem por Vênus (período orbital: 88 dias)    |                                                      |                                                        |                                                        |                                                        |
| 2025    |                                                     |                                                       | Periélio #23 Segunda passagem próxima ao Sol          | Periélio #23 Segunda passagem próxima ao Sol          |                                                     | Periélio #24 Terceira passagem próxima ao Sol             | Periélio #24 Terceira passagem próxima ao Sol       |             | Periélio #25 Quarta passagem próxima ao Sol             | Periélio #25 Quarta passagem próxima ao Sol             |                                                      | Periélio #26 Quinta passagem próxima ao Sol            | Periélio #26 Quinta passagem próxima ao Sol            |                                                        |

Após a primeira passagem por Vênus a sonda entrará em uma órbita altamente elíptica com período de 150 dias. Na segunda passagem por Vênus o período orbital passará a 130 dias. Os demais encontros com Vênus reduzirão os períodos orbitais sucessivamente, até chegar ao ponto em que realizará uma volta completa ao redor do Sol a cada 88 dias.